# Procambarus delicatus
Procambarus delicatus, sometimes called the big-cheesed cave crayfish, là một loài tôm sông trong họ Cambaridae. Nó là loài đặc hữu của the Ocala National Forest, Lake County, Florida.